# Uruguay op de Olympische Zomerspelen 1936
Uruguay nam deel aan de Olympische Zomerspelen 1936 in Berlijn, Duitsland. Voor het eerst in de geschiedenis werd geen enkele medaille gewonnen.

## Deelnemers per onderdeel

### Basketbal
| Olympiërs | Resultaat                    |
| --- | ---------------------------- |
| Gregorio Aros Humberto Bernasconi Rodolfo Braselli Prudencio de Peña Carlos Gabín Leandro Gómez Harley Alejandro González Rog Tabaré Quintans Víctor Latou Jaume | uitgeschakeld in kwartfinale |

### Boksen
| Olympiër            | Resultaat |
| ------------------- | --------- |
| Antonio Adipe       |           |
| Arquímedes Arrieta  |           |
| Juan Bregaliano     |           |
| Francisco Constanzo |           |
| José Feans          |           |
| Alfredo Petrone     |           |
| Fidel Tricánico     |           |

### Schermen
| Olympiër          | Resultaat |
| ----------------- | --------- |
| Carmelo Bentancur |           |
| José de la Fuente |           |
| Hildemaro Lista   |           |
| Jorge Rolando     |           |
| París Rodríguez   |           |

### Polo
| Olympiër           | Resultaat |
| ------------------ | --------- |
| Alberto Batignani  |           |
| José Castro        |           |
| Julio Costemalle   |           |
| Francisco Figueroa |           |
| Maximino García    |           |
| Enrique Pereira    |           |
| Hugo García        |           |

### Roeien
| Olympiër           | Resultaat |
| ------------------ | --------- |
| Isidro Alonso      |           |
| Baldomiro Benquet  |           |
| Gabriel Benquet    |           |
| Juan Andrés Dutra  |           |
| Julio Flebbe       |           |
| Arquímedes Juanicó |           |
| León Sánchez       |           |

### Zeilen
| Olympiër              | Resultaat |
| --------------------- | --------- |
| Eugenio Lauz Santurio |           |

Afghanistan · Argentinië · Australië · België · Bermuda · Bolivia · Brazilië · Brits-Indië · Bulgarije · Canada · Chili · Colombia · Costa Rica · Denemarken · Duitsland · Egypte · Estland · Filipijnen · Finland · Frankrijk · Griekenland · Groot-Brittannië · Hongarije · IJsland · Italië · Japan · Joegoslavië · Letland · Liechtenstein · Luxemburg · Malta · Mexico · Monaco · Nederland · Nieuw-Zeeland · Noorwegen · Oostenrijk · Peru · Polen · Portugal · Republiek China · Roemenië · Tsjecho-Slowakije · Turkije · Uruguay · Verenigde Staten · Zuid-Afrika · Zweden · Zwitserland